# جایرو ارمتی
جایرو ارمتی (ایتالیایی: Giairo Ermeti؛ زادهٔ ۷ آوریل ۱۹۸۱) دوچرخه‌سوار اهل ایتالیا است.